# グループ交際
グループ交際（グループこうさい）グループデート（英: Group dating）は、ロマンチックなパートナーシップを築くことを期待して、独身男性のグループと独身女性のグループが夜を過ごす、デートの現代的パターン。日本でも人気があり、合コンとして知られている。他国の文化でグループデートは、シングルデート（特にブラインドデート ）に代わる安全な手段として人気が高まっている。これは両者が友人の会社を持つことでより快適に感じるためである 。 
グループデートは一対一のデートよりも、 年齢にふさわしい形式のデートとして、育児の専門家によって推奨されている 。 

## 日本
日本の合コンは、グループでのブラインドデートである。通常は、それぞれが単一の性別で、ある2つのグループ間で少なくとも一部の友情を形成するために活用されている。一般的にお互いを知っている独身男性と女性が事前にグループを組織し、それぞれが3人か4人の適格な友人を連れて行くことに同意する。会場は通常、レストラン、居酒屋または人々が食事をしたり飲んだり少し音を立てる場所で行う 。 
合コンという用語は、日本語の合同およびコンパ （単一のグループ、クラス、またはクラブのメンバーのためのパーティー）から来ている。一般的に言って合コンは主に一夜限りのスタンド（ナンパよりもっと関連したもの）をもたらすことを意図していない、むしろ友達を作りそしておそらく長期的な関係を形成するためである。通常、男性と女性のグループはお互いに反対に座り、お互いに会話しながら、同時に同性の同僚との間でどの潜在的なパートナーが魅力的であるかについて話し合いをささやく。緊張を緩和し、陽気な雰囲気を醸成するためにゲームが行われることがある。 
最近では、携帯電話などでテキストメッセージを書いて他の人に見せることが、ささやきに代わるものとして普及している 。 

## アメリカ
USA Todayの記事によると、 
グループオンラインデートは、その作成者と実務家が言う、伝統的なインターネットデートよりも安全です。それはより自然な、ハッピーアワーミキシングに似ています。グループで外出すると、少なくとも理論上は、オッズが向上します。そして、反対側のソーシャルサークルがその仮想プロファイルに追いつかないのであれば、まあ、それはあなたのギャングとの夜の外出です」  
サンディエゴ連合 - トリビューンの記事によると： 
 [The Concept]は有利なオンラインデート市場の成長傾向の一部です - 友人の力を利用する。いくつかのサイトでは、実世界での関係の大部分が、友人や家族の助けを借りて影響を受けて開始されるという考えにもかかわらず、その概念を利用しています 。 

## イギリス
ゴーコンスタイルのイベントは、 オックスフォード大学とケンブリッジ大学でも独自に開発されており、それぞれCrewdateおよびフォーマルスワップとして知られている。 